# امبالاجیا
امبالاجیا (به لاتین: Ambalajia) یک سکونتگاه مسکونی در ماداگاسکار است که در بتسیبوکا واقع شده‌است.

## خصوصیات
امبالاجیا ۹٬۰۰۰ نفر جمعیت دارد و ۲۳۲ متر بالاتر از سطح دریا واقع شده‌است.